# Sten Bergquist
Sten Bergquist, född 19 maj 1942 i Falun, är en svensk friidrottare (hinderlöpare). Han vann SM-guld på 3 000 meter hinder år 1970. Personbästa på 3 000 m hinder är 8.40.4. Han har tävlat för två klubbar, Falu IK och IF Linnèa.